# Oratoire Notre-Dame-de-Lourdes de Marchiennes
L'oratoire Notre-Dame-de-Lourdes est un oratoire catholique située à Marchiennes, en France.

## Localisation

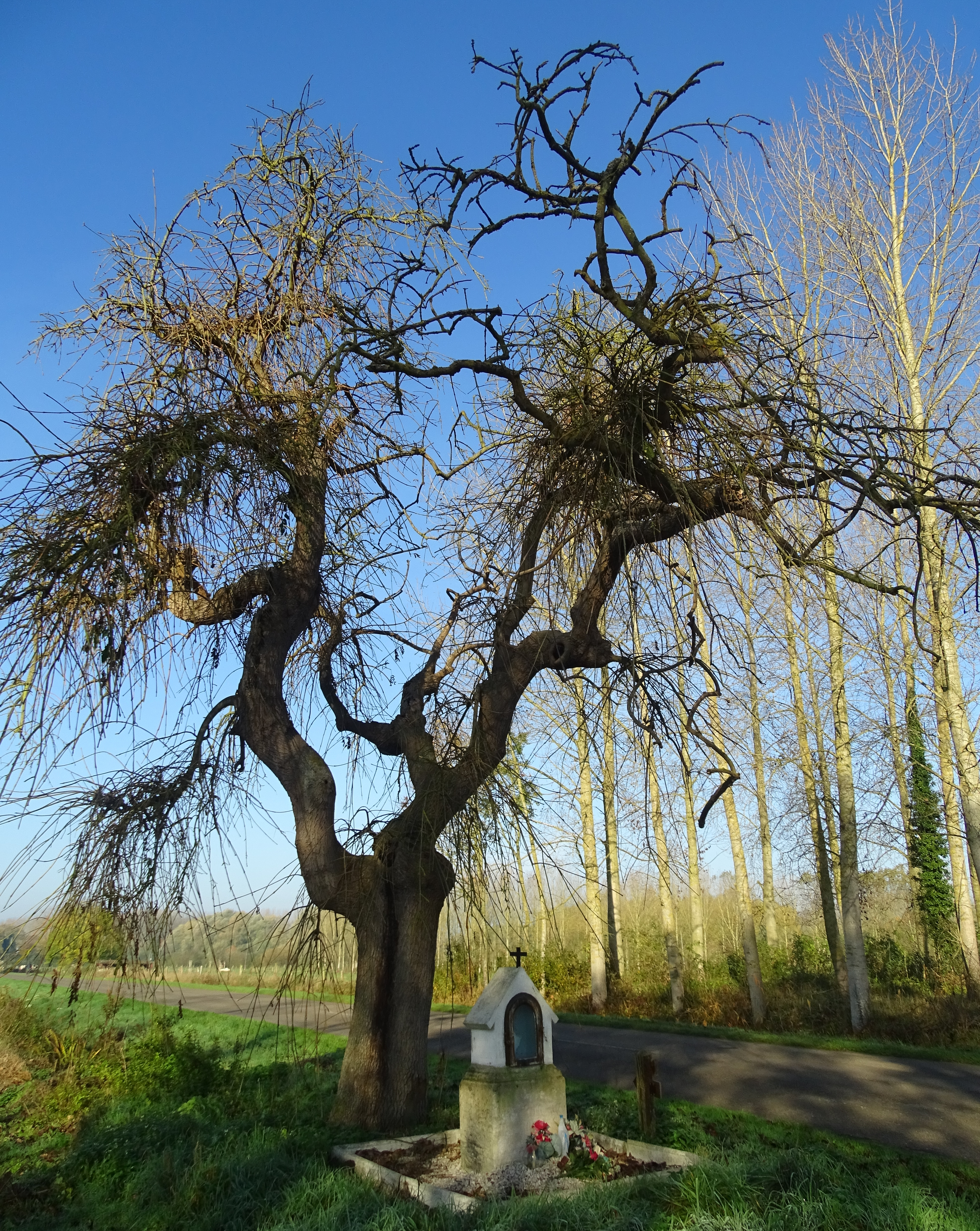
L'oratoire dans son environnement.

L'oratoire est situe dans le département français du Nord, sur la commune de Marchiennes, sur la D99, près des limites avec Warlaing.